# Blockton (Iowa)
Blockton es una ciudad situada en el condado de Taylor, en el estado de Iowa, Estados Unidos. Según el censo de 2010 tenía una población de 192 habitantes.

## Geografía
Según la Oficina del Censo de los Estados Unidos, la localidad tiene un área total de 1,68 km², de los cuales 1,67 km² corresponden a tierra firme y el restante 0,01 km² a agua, que representa el 0,6% de la superficie total de la localidad.

## Demografía
Según el censo de 2010, había 192 personas residiendo en la localidad. La densidad de población era de 114,29 hab./km². Había 110 viviendas con una densidad media de 65,48 viviendas/km². El 99,48% de los habitantes eran blancos, el 0,52% amerindios. El 2,08% de la población eran hispanos o latinos de cualquier raza.